# Cầu Quan
Cầu Quan là một thị trấn thuộc huyện Tiểu Cần, tỉnh Trà Vinh, Việt Nam.

## Địa lý
Thị trấn Cầu Quan là cửa ngõ phía tây nam của huyện Tiểu Cần, có vị trí địa lý:
- Phía đông và phía bắc giáp xã Long Thới
- Phía tây giáp Sông Hậu
- Phía nam giáp xã Tân Hòa
- Phía tây bắc giáp xã Long Thới và huyện Cầu Kè.

Thị trấn Cầu Quan có diện tích 5,40 km², dân số năm 2022 là 8.172 người, mật độ dân số đạt 1.513 người/km².

## Hành chính
Thị trấn Cầu Quan được chia thành 6 khóm: 1, 2, 3, 4, 5, 6.

## Lịch sử
Ngày 7 tháng 10 năm 1995, Chính phủ ban hành Nghị định số 62-CP về việc thành lập thị trấn Cầu Quan trên cơ sở điều chỉnh một phần diện tích và dân số của xã Long Thới.

## Văn hóa
Thị trấn Cầu Quan là nơi có nhiều nhà thờ Công giáo.

## Giao thông
Thị trấn Cầu Quan là đầu mối giao thông, giữ vai trò phát triển kinh tế, văn hóa xã hội và an ninh quốc phòng của huyện có không gian đô thị phát triển mạnh theo hướng: Quốc lộ 60 ra sông Hậu (phà Cầu Quan) và hướng đi thị trấn Tiểu Cần, hướng đi huyện Cầu Kè.